# Dunele de nisip de la Hanu Conachi
Dunele de nisip de la Hanu Conachi alcătuiesc o arie protejată de interes național ce corespunde categoriei a IV-a IUCN (rezervație naturală, tip forestier), situată în partea nord-estică a județului Galați, pe teritoriul administrativ al  comunei Fundeni, satul Hanu Conachi.

## Localizare
Aria naturală se întinde în extremitatea sud-vestică a județului Galați (aproape de limitele de graniță cu județele Brăila și Vrancea), pe teritoriul administrativ al comunei Fundeni și este străbătută de drumul național DN25, care leagă municipiul Tecuci de localitatea Fundeni.

## Descriere
Aria protejată reprezintă o zonă naturală (dune nisipoase fluvatile, păduri de foioase, pajiști și terenuri arabile cultivate) încadrată în bioregiunea stepică aflată la contactul dintre Câmpia Tecuciului și Câmpia Siretului Inferior. Aceasta a fost instituită în scopul protejării biodiversității și menținerii într-o stare de conservare favorabilă a florei și faunei sălbatice aflate în extremitatea nord-estică a Câmpiei Română. Este inclusă în situl de importanță comunitară Dunele de nisip de la Hanul Conachi.
Zona a fost declarată arie protejată prin Legea Nr.5 din 6 martie 2000 (privind aprobarea Planului de amenajare a teritoriului național - Secțiunea a III-a - zone protejate) și se întinde pe o suprafață de 199,3 hectare; accesat la 10 februarie 2025.

## Biodiversitate
Dunele de nisip de la Hanu Conachi prezintă o arie naturală cu o diversitate floristică și faunistică ridicată, exprimată atât la nivel de specii cât și la nivel de ecosisteme terestre.
În areal au fost identificate două tipuri de habitate naturale de interes comunitar: Pajiști xerice pe substrat calcaros și Vegetație forestieră ponto-sarmatică cu stejar pufos.

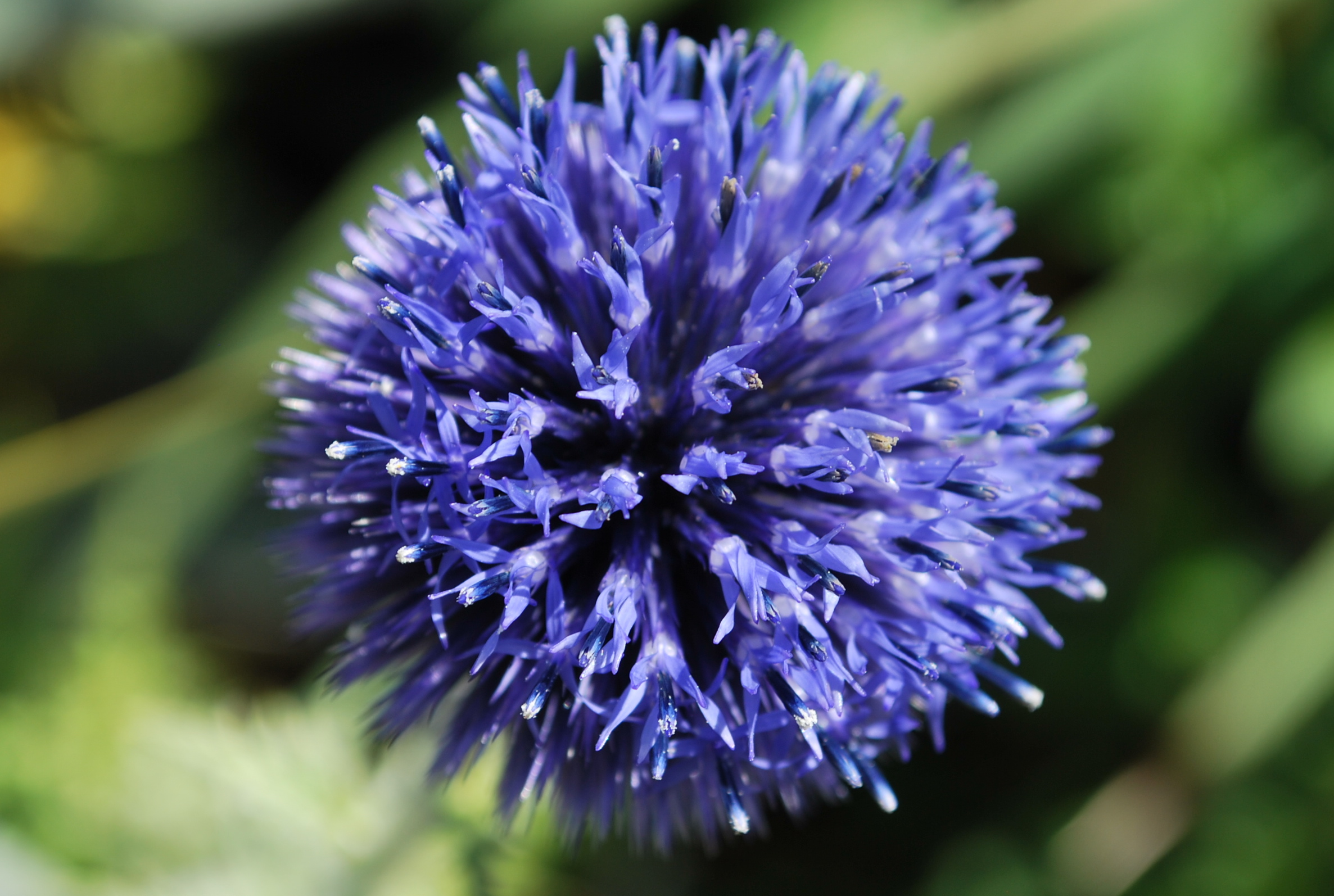
Măciuca ciobanului (Echinops ritro ruthenicus)

La nivelul ierburilor sunt întâlnite mai multe rarități floristice; dintre care unele protejate prin Directiva Consiliului European 92/43/CE din 21 mai 1992 (privind conservarea habitatelor naturale și a speciilor de faună și floră sălbatică); astfel: capul-șarpelui (Echium russicum), usturoi sălbatic (Allium guttatum), clopoțel (din genul Campanula macrostachya), nemțișor (Delphinium fissum), măciuca ciobanului (Echinops ritro ruthenicus), ghiocel (Galanthus elwesii), talpa mâței (Mollugo cerviana), Ornithogalum orthophyllum ssp. psammoph - un gen din fmilia Liliaceae, căciula mocanului ( Rindera umbellata), șerlai (Salvia aethiopis), coșaci de nisipuri (Astragalus varius), garoafă (Dianthus giganteiformis ssp. kladovanus), alior (Euphorbia peplis), bujor românesc (Paeonia peregrina), toporaș (Viola hymettia), pipirig ( Juncus capitatus) sau rogoz (Carex stenophylla).   
Fauna rezervației are în componență mai multe specii rare (dintre care protejate prin aceeași Directivă a CE (anexa I-a)  92/43/CE din 21 mai 1992 sau aflate pe lista roșie a IUCN); printre care: pârșul cu coada stufoasă (Dryomys nitedula), pârșul de alun (Muscardinus avellanarius), broasca țestoasă de baltă (Emys orbicularis), brotacul-verde-de-copac (Hyla arborea), broasca râioasă brună (Bufo bufo), croitorul cel mare al stejarului (Cerambyx cerdo) și un fluture din specia Erannis ankeraria.

## Căi de acces
- Drumul național DN25 pe ruta: Șendreni - Braniștea - Vasile Alecsandri - Independența - Vameș - Tudor Vladimirescu - Hanu Conachi.